# Eucidaris
Eucidaris is een geslacht van zee-egels uit de familie Cidaridae.

## Soorten
- Eucidaris australiaeMortensen, 1950
- Eucidaris clavata Mortensen, 1928
- Eucidaris coralloides Fell, 1954 †
- Eucidaris galapagensisDöderlein, 1887
- Eucidaris metularia(Lamarck, 1816)
- Eucidaris strobilata Fell, 1954 †
- Eucidaris thouarsii(L. Agassiz & Desor, 1846)
- Eucidaris tribuloides(Lamarck, 1816)

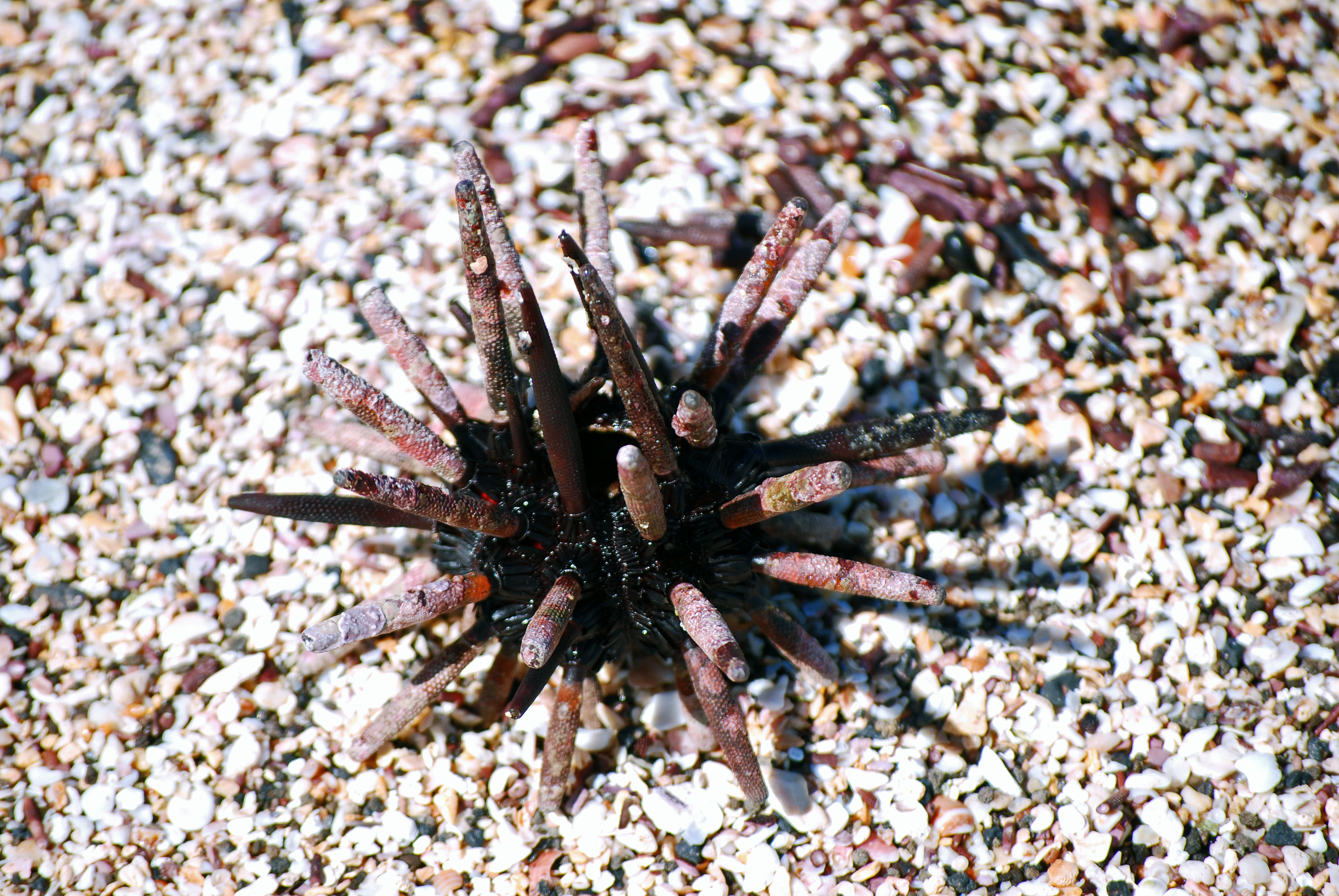
Eucidaris thouarsii
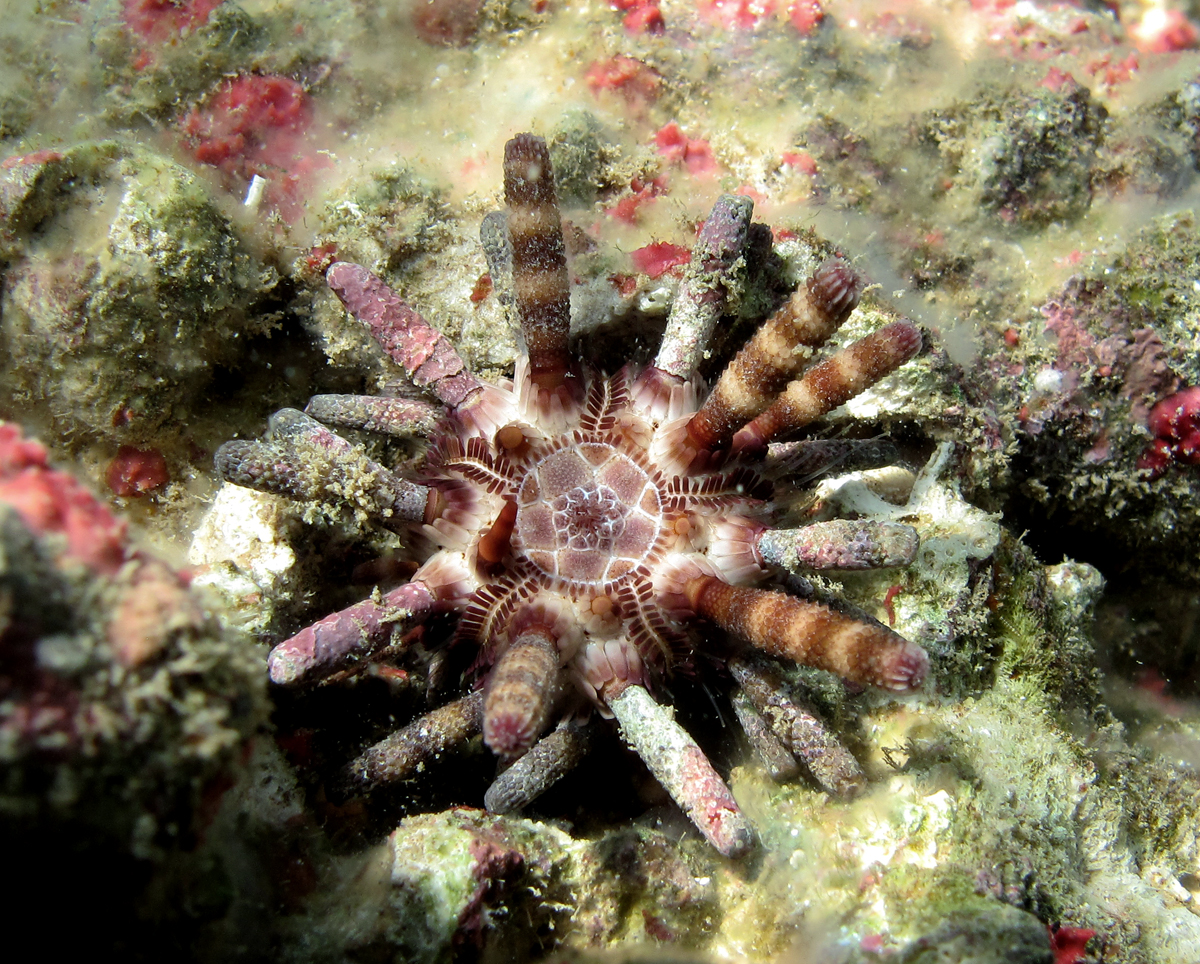
Eucidaris metularia
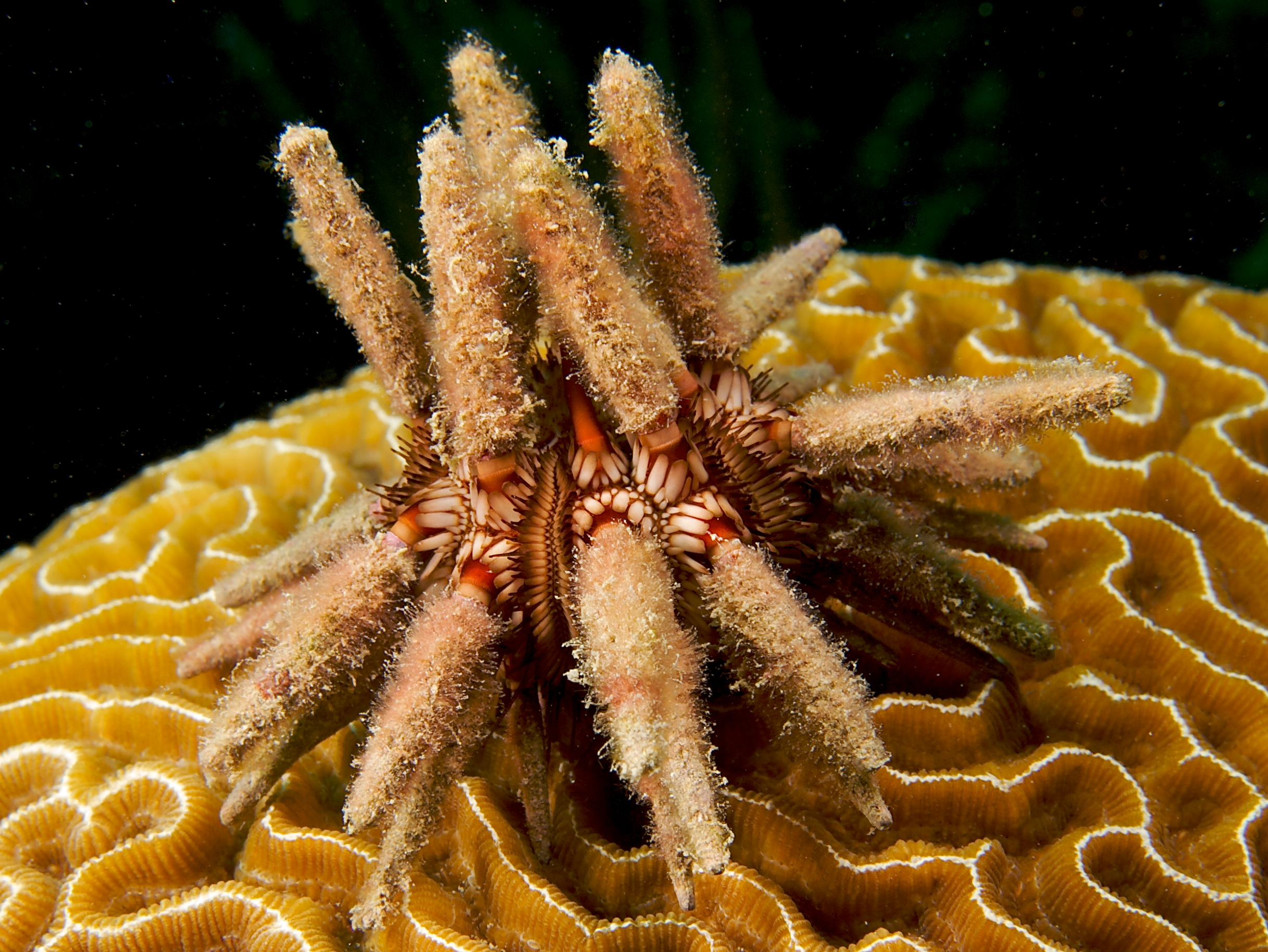
Eucidaris tribuloides